# Wolf Ritscher
Wolf Ritscher (* 1948) ist ein deutscher Psychologe, Sachbuchautor, Familien-, Paar-, Gruppentherapeut und Supervisor. Er war bis 2011 Professor für Psychologie an der Hochschule für Sozialwesen Esslingen. Seine Schwerpunkte in der Lehre waren die Klinische Psychologie, die Familientherapie und die Familiensozialarbeit.

## Veröffentlichungen
Bücher als Autor
- Sozialisationstheoretische Voraussetzung für eine Kritik der Pädagogik. 1978. (Dissertation, Heidelberg, 1979)
- Systemisch-psychodramatische Supervision in der psycho-sozialen Arbeit: Theoretische Grundlagen und ihre Anwendung. 3. korrigierte und überarbeitete  Auflage. Klotz-Verlag, Magdeburg 1998, ISBN 978-3-88074-263-5.
- Systemische Kinder- und Jugendhilfe. Anregungen für die Praxis. Carl-Auer-Verlag, Heidelberg 2005, ISBN 3-89670-494-X.
- Einführung in die systemische Soziale Arbeit mit Familien. In: Carl-Auer Compact. Carl-Auer-Verlag, Heidelberg 2006, ISBN 978-3-89670-468-9.
- Systemische Modelle für die Soziale Arbeit. Ein integratives Lehrbuch für Theorie und Praxis. 6.  Auflage. Carl-Auer-Verlag, Heidelberg 2020, ISBN 978-3-8497-8225-2. (1. Auflage: 2002)
- Soziale Arbeit: systemisch. Ein Konzept und seine Anwendung. Vandenhoeck & Ruprecht, Göttingen 2017, ISBN 978-3-525-49101-0.
- mit Barbara Stuiber, Irene Stuiber: Bildungsarbeit an den Orten nationalsozialistischen Terrors: „Erziehung nach, in und über Auschwitz hinaus“. 2. überarbeitete  Auflage. Juventa Verlag, 2017, ISBN 978-3-7799-3700-5. (1. Auflage: 2013)

Zeitschriften- und Buchbeiträge (Auswahl)
- Erkunden, erinnern, erzählen: Interviews zur Entwicklung des systemischen Ansatzes. 2. korrigierte  Auflage. Vandenhoeck & Ruprecht, Göttingen 2018, ISBN 978-3-647-90100-8. (1. Auflage 2017)
- „Ich habe versucht, die Verknüpfung von Therapie und Sozialer Arbeit zu finden“: Wolf Ritscher im Gespräch mit Dörte Foertsch und Tom Levold. In: Deutsche Gesellschaft für Systemische Therapie und Familientherapie (Hrsg.): Kontext: Zeitschrift für systemische Therapie und Familientherapie. Band 51, Nr. 4. Vandenhoeck & Ruprecht/Genios, Göttingen/München 24. November 2020, S. 367–385, doi:10.13109/kont.2020.51.4.367.